# الكاشف الجديد
الكاشف الجديد هي إحدى قرى مركز الزرقا التابع لمحافظة دمياط بجمهورية مصر العربية.